# Premi FIPRESCI (Mostra de Venècia)
El premi FIPRESCI és un guardó cinematogràfic atorgat des de 1948 durant la Mostra Internacional de Cinema de Venècia per un jurat format per crítics de cinema internacionals a través de la Federació Internacional de la Premsa Cinematogràfica (FIPRESCI) per donar suport al cinema de gènere, arriscat, original i personal.

## Palmarès
La llista de premiats prové del lloc oficial de FIPRESCI, les seves seleccions de la base de dades de la Biennal.
| Any       | Pel·lícula                                                          | Director                             | Estat                                           | Secció                              |
| --------- | ------------------------------------------------------------------- | ------------------------------------ | ----------------------------------------------- | ----------------------------------- |
| 1948      | Sotto il sole di Roma                                               | Renato Castellani                    | Itàlia                                          | Secció oficial                      |
| 1949      | No atorgat                                                          | No atorgat                           | No atorgat                                      | No atorgat                          |
| 1950      | Orphée                                                              | Jean Cocteau                         | França                                          | Secció oficial                      |
| 1951      | No atorgat                                                          | No atorgat                           | No atorgat                                      | No atorgat                          |
| 1952      | Les Belles de nuit                                                  | René Clair                           | França                                          | Secció oficial                      |
| 1953-1955 | No atorgat                                                          | No atorgat                           | No atorgat                                      | No atorgat                          |
| 1956      | Gervaise                                                            | René Clément                         | França                                          | Secció oficial                      |
| 1956      | Calle Mayor                                                         | Juan Antonio Bardem                  | Espanya                                         | Secció oficial                      |
| 1957      | Aparajito                                                           | Satyajit Ray                         | Índia                                           | Secció oficial                      |
| 1958      | Vlcí jáma                                                           | Jiří Weiss                           | Txèquia                                         | Secció oficial                      |
| 1959      | Popiól i diament                                                    | Andrzej Wajda                        | Polònia                                         | Secció oficial                      |
| 1960      | El cochecito                                                        | Marco Ferreri                        | Espanya                                         | Secció oficial                      |
| 1960      | Rocco e i suoi fratelli                                             | Luchino Visconti                     | Itàlia                                          | Secció oficial                      |
| 1961      | Il brigante                                                         | Renato Castellani                    | Itàlia                                          | Secció oficial                      |
| 1962      | Nóz w wodzie)                                                       | Roman Polański                       | Polònia                                         | Secció oficial                      |
| 1963      | El verdugo                                                          | Luis García Berlanga                 | Espanya/ Itàlia                                 | Secció oficial                      |
| 1964      | Il deserto rosso                                                    | Michelangelo Antonioni               | Itàlia                                          | Secció oficial                      |
| 1965      | Simón del desierto                                                  | Luis Buñuel                          | Mèxic                                           | Secció oficial                      |
| 1966      | La battaglia di Algeri (معركة الجزائر)                              | Gillo Pontecorvo                     | Itàlia/ Algèria                                 | Secció oficial                      |
| 1967      | La Xina és a prop                                                   | Marco Bellocchio                     | Itàlia                                          | Secció oficial                      |
| 1967      | Jôi-uchi: Hairyô tsuma shimatsu (上意討ち 拝領妻始末)               | Masaki Kobayashi                     | Japó                                            | Secció oficial                      |
| 1969-1971 | No atorgat                                                          | No atorgat                           | No atorgat                                      | No atorgat                          |
| 1972      | Bas ya Bahar                                                        | Khalid Al Siddiq                     | Kuwait                                          | Venezia Giovani                     |
| 1972      | Seemabaddha (সীমাবদ্ধ)                                                 | Satyajit Ray                         | Índia                                           | Informativa Critici                 |
| 1973-1978 | No atorgat                                                          | No atorgat                           | No atorgat                                      | No atorgat                          |
| 1979      | La Nouba des femmes du mont Chenoua                                 | Assia Djebbar                        | Algèria                                         | Officina Veneziana                  |
| 1979      | Passe Montagne                                                      | Jean-François Stévenin               | França                                          | Secció oficial                      |
| 1979      | Bougo, les funérailles du vieil Anaï                                | Jean Rouch                           | França                                          |                                     |
| 1980      | O Megalexandros (Ο Μεγαλέξανδρος)                                   | Theo Angelópulos                     | Grècia                                          | Secció oficial                      |
| 1981      | Les germanes alemanyes (Die bleierne Zeit)                          | Margarethe von Trotta                | RFA                                             | Secció oficial                      |
| 1981      | Eles não usam Black-Tie                                             | Leon Hirszman                        | Brasil                                          | Secció oficial                      |
| 1981      | Sjećaš li se Dolly Bell                                             | Emir Kusturica                       | Iugoslàvia                                      | Secció oficial                      |
| 1982      | Der Stand der Dinge                                                 | Wim Wenders                          | RFA/ Portugal/ Estats Units                     | Secció oficial                      |
| 1982      | Agonia (Агония, Agoniya)                                            | Elem Klímov                          | Unió Soviètica                                  | Fora de competició                  |
| 1983      | Die Macht der Gefühle                                               | Alexander Kluge                      | RFA                                             | Secció oficial                      |
| 1983      | Fanny i Alexander                                                   | Ingmar Bergman                       | Suècia/ França/ RFA                             | Fora de competició                  |
| 1984      | Heimat                                                              | Edgar Reitz                          | Alemanya                                        | Fora de competició                  |
| 1984      | Me'Ahorei Hasoragim (מאחורי הסורגים)                                | Uri Barbash                          | Israel                                          | Setmana Internacional de la Crítica |
| 1985      | Sense sostre ni llei                                                | Agnès Varda                          | França                                          | Secció oficial                      |
| 1985      | Yesterday                                                           | Radosław Piwowarski                  | Polònia                                         | Setmana Internacional de la Crítica |
| 1986      | Le Rayon vert                                                       | Éric Rohmer                          | França                                          | Secció oficial                      |
| 1986      | Désordre                                                            | Olivier Assayas                      | França                                          | Setmana Internacional de la Crítica |
| 1986      | Acta General de Chile                                               | Miguel Littín                        | Xile/ Espanya                                   | Spazio Libero degli Autori          |
| 1987      | Anayurt Oteli                                                       | Ömer Kavur                           | Turquia                                         | Secció oficial                      |
| 1987      | Lunga vita alla signora!                                            | Ermanno Olmi                         | Itàlia                                          | Secció oficial                      |
| 1987      | Vzlomixtxik                                                         | Valeri Ogorodnikov                   | Unió Soviètica                                  | Setmana Internacional de la Crítica |
| 1988      | Tempos Difíceis                                                     | João Botelho                         | Portugal                                        | Secció oficial                      |
| 1988      | Topio stin omichli (Τοπίο στην Ομίχλη)                              | Theodoros Angelopoulos               | Grècia                                          | Secció oficial                      |
| 1988      | High Hopes                                                          | Mike Leigh                           | Regne Unit                                      | Setmana Internacional de la Crítica |
| 1988      | Màlenkaia Vera (Ма́ленькая Ве́ра)                                     | Vassili Pitxul                       | Unió Soviètica                                  | Setmana Internacional de la Crítica |
| 1989      | Dekalog                                                             | Krzysztof Kieślowski                 | Polònia                                         | Eventi speciali                     |
| 1989      | Un monde sans pitié                                                 | Éric Rochant                         | França                                          | Setmana Internacional de la Crítica |
| 1990      | Mathilukal (മതിലുകള്‍)                                                   | Adoor Gopalakrishnan                 | Índia                                           | Secció oficial                      |
| 1990      | La stazione                                                         | Sergio Rubini                        | Itàlia                                          | Setmana Internacional de la Crítica |
| 1990      | La Discrète                                                         | Christian Vincent                    | França                                          | Setmana Internacional de la Crítica |
| 1991      | Raise the Red Lantern (大紅燈籠高高掛, Dà Hóng Dēnglóng Gāogāo Guà) | Zhang Yimou                          | R.P. de la Xina                                 | Secció oficial                      |
| 1991      | Muno no hito                                                        | Naoto Takenaka                       | Japó                                            | Setmana Internacional de la Crítica |
| 1991      | Drive                                                               | Jefery Levy                          | Estats Units                                    | Setmana Internacional de la Crítica |
| 1992      | Un cor a l'hivern                                                   | Claude Sautet                        | França                                          | Secció oficial                      |
| 1992      | Leon the Pig Farmer                                                 | Vadim Jean i Gary Sinyor             | Regne Unit                                      | Setmana Internacional de la Crítica |
| 1992      | Die zweite Heimat - Chronik einer Jugend                            | Edgar Reitz                          | Alemanya                                        | Eventi speciali                     |
| 1993      | Vides encreuades                                                    | Robert Altman                        | Estats Units                                    | Secció oficial                      |
| 1993      | Bubby, el noi dolent                                                | Rolf de Heer                         | Austràlia/ Itàlia                               | Secció oficial                      |
| 1993      | Le fils du requin                                                   | Agnès Merlet                         | Bèlgica/ França                                 |                                     |
| 1994      | Abans de la pluja (Пред дождот, Pred doždot)                        | Milčo Mančevski                      | Macedònia del Nord                              | Secció oficial                      |
| 1994      | Aiqing wansui (愛情萬歲)                                            | Tsai Ming-liang                      | Taiwan                                          | Secció oficial                      |
| 1994      | That Eye, the Sky                                                   | John Ruane                           | Austràlia                                       |                                     |
| 1995      | Cyclo (Xích Lô)                                                     | Tran Anh Hung                        | Vietnam/ França                                 | Secció oficial                      |
| 1995      | Al di là delle nuvole                                               | Michelangelo Antonioni e Wim Wenders | França/ Alemanya/ Itàlia                        | Fora de competició                  |
| 1996      | Ponette                                                             | Jacques Doillon                      | França                                          | Secció oficial                      |
| 1996      | L'Âge des possibles                                                 | Pascale Ferran                       | França                                          | Finestra sulle Immagini             |
| 1996      | De jurk                                                             | Alex van Warmerdam                   | Països Baixos                                   | Corsia di sorpasso                  |
| 1997      | Historie miłosne                                                    | Jerzy Stuhr                          | Polònia                                         | Secció oficial                      |
| 1997      | Twenty Four Seven                                                   | Shane Meadows                        | Regne Unit                                      | British Renaissance                 |
| 1997      | Gummo                                                               | Harmony Korine                       | Estats Units                                    | Setmana Internacional de la Crítica |
| 1997      | In Memoriam Gyöngyössy Imre                                         | Barna Kabay I Katalin Petényi        | Hongria                                         | Officina Veneziana                  |
| 1998      | Bure baruta                                                         | Goran Paskaljević                    | Iugoslàvia                                      | Prospettive                         |
| 1998      | El tren de la vida                                                  | Radu Mihăileanu                      | França/ Bèlgica/ Romania/ Països Baixos/ Israel | Prospettive                         |
| 1999      | Bād mā rā Khāhad bord (باد ما را خواهد برد)                         | Abbas Kiarostami                     | Iran                                            | Secció oficial                      |
| 1999      | Being John Malkovich                                                | Spike Jonze                          | Estats Units                                    | Sogni e visioni                     |
| 2000      | Dayereh (دایره)                                                     | Jafar Panahi                         | Iran                                            | Secció oficial                      |
| 2000      | Thomas enamorat                                                     | Pierre-Paul Renders                  | Bèlgica/ França                                 | Cinema del Presente                 |
| 2001      | Sauvage Innocence                                                   | Philippe Garrel                      | França                                          | Secció oficial                      |
| 2001      | Le Souffle                                                          | Damien Odoul                         | França                                          | Cinema del Presente                 |
| 2002      | Oasiseu (오아시스)                                                  | Lee Chang-dong                       | Corea del Sud                                   | Secció oficial                      |
| 2002      | Roger Dodger                                                        | Dylan Kidd                           | Estats Units                                    | Setmana Internacional de la Crítica |
| 2002      | 11'09"01 - September 11                                             | Ken Loach                            | Regne Unit                                      | Eventi speciali                     |
| 2003      | Bu san (不散)                                                       | Tsai Ming-liang                      | Taiwan                                          | Secció oficial                      |
| 2003      | Matrubhoomi (मातृभूमि)                                                  | Manish Jha                           | Índia                                           | Setmana Internacional de la Crítica |
| 2004      | Bin-jip (빈집)                                                      | Kim Ki-duk                           | Corea del Sud                                   | Secció oficial                      |
| 2004      | Vento di terra                                                      | Vincenzo Marra                       | Itàlia                                          | Orizzonti                           |
| 2005      | Bona nit i bona sort                                                | George Clooney                       | Estats Units                                    | Secció oficial                      |
| 2005      | The Wild Blue Yonder                                                | Werner Herzog                        | Alemanya/ Regne Unit/ França                    | Orizzonti                           |
| 2006      | La reina                                                            | Stephen Frears                       | Regne Unit                                      | Secció oficial                      |
| 2006      | When the Levees Broke                                               | Spike Lee                            | Estats Units                                    | Orizzonti                           |
| 2007      | La Graine et le Mulet                                               | Abdellatif Kechiche                  | França                                          | Secció oficial                      |
| 2007      | Man from Plains                                                     | Jonathan Demme                       | Estats Units                                    | Orizzonti                           |
| 2008      | Gabbla                                                              | Tariq Teguia                         | Algèria                                         | Secció oficial                      |
| 2008      | Goodbye Solo                                                        | Ramin Bahrani                        | Estats Units                                    | Orizzonti                           |
| 2009      | Lourdes                                                             | Jessica Hausner                      | Àustria/ França                                 | Secció oficial                      |
| 2009      | Chơi vơi                                                            | Bùi Thạc Chuyên                      | Vietnam/ França                                 | Orizzonti                           |
| 2010      | Ovsianki (Овсянки)                                                  | Aleksei Fedortxenko                  | Rússia                                          | Secció oficial                      |
| 2010      | El sicario, Room 164                                                | Gianfranco Rosi                      | França/ Estats Units                            | Orizzonti                           |
| 2011      | Shame                                                               | Steve McQueen                        | Regne Unit                                      | Secció oficial                      |
| 2011      | Two Years at Sea                                                    | Ben Rivers                           | Regne Unit                                      | Orizzonti                           |
| 2012      | The Master                                                          | Paul Thomas Anderson                 | Estats Units                                    | Secció oficial                      |
| 2012      | L'intervallo                                                        | Leonardo Di Costanzo                 | Itàlia/ Suïssa                                  | Orizzonti                           |
| 2013      | Tom à la ferme                                                      | Xavier Dolan                         | Canadà/ França                                  | Secció oficial                      |
| 2013      | Återträffen                                                         | Anna Odell                           | Suècia                                          | Setmana Internacional de la Crítica |
| 2014      | The Look of Silence                                                 | Joshua Oppenheimer                   | Dinamarca                                       | Secció oficial                      |
| 2014      | Nicije dete                                                         | Vuk Rsumovic                         | Sèrbia/ Croàcia                                 | Setmana Internacional de la Crítica |
| 2015      | Sangue del mio sangue                                               | Marco Bellocchio                     | Itàlia                                          | Secció oficial                      |
| 2015      | Chaharshanbeh, 19 Ordibehesht                                       | Vahid Jalilvand                      | Iran                                            | Orizzonti                           |
| 2016      | Una vida (Une vie)                                                  | Stéphane Brizé                       | França                                          | Secció oficial                      |
| 2016      | Kékszakállú                                                         | Gastón Solnicki                      | Argentina                                       | Orizzonti                           |
| 2017      | Ex libris - The New York Public Library                             | Frederick Wiseman                    | Estats Units                                    | Secció oficial                      |
| 2017      | Los versos del olvido                                               | Alireza Khatami                      | França/ Alemanya/ Països Baixos/ Xile           | Orizzonti                           |
| 2018      | Napszállta                                                          | László Nemes                         | Hongria/ França                                 | Secció oficial                      |
| 2018      | Still Recording                                                     | Saeed Al Batal i Ghiath Ayoub        | Líban/ Síria/ França/ Alemanya                  | Setmana Internacional de la Crítica |
| 2019      | L'oficial i l'espia (J'accuse)                                      | Roman Polański                       | França                                          | Secció oficial                      |
| 2019      | Blanco en blanco                                                    | Théo Court                           | Espanya/ Xile                                   | Orizzonti                           |
| 2020      | The Disciple                                                        | Chaitanya Tamhane                    | Índia                                           | Secció oficial                      |
| 2020      | Dasht-e khāmush                                                     | Ahmad Bahrami                        | Iran                                            | Orizzonti                           |
| 2021      | L'esdeveniment                                                      | Audrey Diwan                         | França                                          | Secció oficial                      |
| 2021      | Zalava                                                              | Arsalan Amiri                        | Iran                                            | Orizzonti                           |
| 2022      | Argentina, 1985                                                     | Santiago Mitre                       | Argentina                                       | Secció oficial                      |
| 2022      | Autobiography                                                       | Makbul Mubarak                       | Indonèsia                                       | Orizzonti                           |
| 2023      | Aku wa sonzai shinai                                                | Ryūsuke Hamaguchi                    | Japó                                            | Concurs                             |
| 2023      | Una sterminata domenica                                             | Alain Parroni                        | Itàlia/ Irlanda/ Alemanya                       | Orizzonti                           |
| 2024      | The Brutalist                                                       | Brady Corbet                         | Estats Units                                    | Concurs                             |
| 2024      | Anul Nou care n-a fost                                              | Bogdan Mureşanu                      | Romania                                         | Orizzonti                           |